# Eurema adamsi
Eurema adamsi is een vlindersoort uit de familie van de Pieridae (witjes), onderfamilie Coliadinae.
Eurema adamsi werd in 1898 beschreven door Lathy.